# USS Blueback (SS-581)
USS Blueback (SS-581) – trzeci amerykański okręt podwodny typu Barbel, ostatni amerykański okręt podwodny wybudowany bez napędu nuklearnego, ostatnia też wycofana ze służby w marynarce amerykańskiej jednostka tej klasy z napędem diesel-elektrycznym.
Jako jednostka typu Barbel, "Blueback" był próbą praktycznego zastosowania  w okrętach operacyjnych rozwiązań technologicznych opracowanych w programie badawczym albacore. W 1956 roku jednak, dowodzący amerykańską flotą szef operacji morskich adm. Arleigh Burke, podjął decyzję o całkowitym zaprzestaniu budowy jednostek tej klasy, wyposażonych w napęd inny niż jądrowy. Z tego też względu, USS "Blueback" został ostatnim wybudowanym amerykańskim okrętem podwodnym wyposażonym w spalinowo-elektryczny układ napędowy, kończąc w ten sposób epokę tego rodzaju napędu w US Navy, zapoczątkowaną konstrukcjami Johna Hollanda pod koniec XIX wieku. W czasie swej trzydziestoletniej służby, używany był przede wszystkim do celów szkoleniowych, uczestnicząc w szeregu ćwiczeń morskich, zwłaszcza z zakresu zwalczania okrętów podwodnych. W drugiej połowie lat 60. wspierał także amerykańskie operacje wojskowe w Wietnamie. 1 października 1990 roku został oficjalnie wycofany ze służby we flocie amerykańskiej, zaś w 1994 roku został przekazany na cele muzealne, służąc od tej pory jako okręt muzeum w Portland w stanie Oregon.